# ایمی هیل
اِیمی هیل (انگلیسی: Amy Hill؛ زادهٔ ۹ مهٔ ۱۹۵۳) یک هنرپیشه اهل ایالات متحده آمریکا است. وی از سال ۱۹۸۴ میلادی تاکنون مشغول فعالیت بوده‌است.
از فیلم‌ها یا برنامه‌های تلویزیونی که وی در آن نقش داشته است می‌توان به ۵۰ قرار اول، جنگ گربه‌ها، غرفه زنان، مک و ریتا، مشت‌زدن به هنری و فرار زوج‌ها اشاره کرد.